# Dracula (miniserie televisiva)
Dracula è una miniserie televisiva creata da Mark Gatiss e Steven Moffat, basata sull'omonimo romanzo di Bram Stoker. La serie è stata trasmessa e pubblicata su BBC One e Netflix ed è composta da tre puntate. Claes Bang è l'interprete del personaggio. Dracula è stato presentato in anteprima il 1º gennaio 2020 ed è stato trasmesso per tre giorni consecutivi.
In Italia è stata resa disponibile su Netflix il 4 gennaio 2020.

## Trama
Questa serie segue Dracula dalle sue origini nell'Europa orientale alle sue battaglie con i discendenti di Van Helsing e oltre. Secondo la descrizione di Netflix "La leggenda del conte Dracula evolve. Nuovi racconti approfondiscono i violenti crimini del vampiro e portano alla luce la sua vulnerabilità".

## Puntate
| nº | Titolo originale       | Titolo italiano        | Diretto da     | Scritto da                  | Prima TV UK     | Pubblicazione Italia | Ascolti UK               |
| --- | ---------------------- | ---------------------- | -------------- | --------------------------- | --------------- | -------------------- | ------------------------ |
| 1 | The Rules of the Beast | Le regole della bestia | Jonny Campbell | Mark Gatiss e Steven Moffat | 1º gennaio 2020 | 4 gennaio 2020       | Telespettatori 6.990.000 |
| Dracula ha intenzione di trasferirsi in Inghilterra e il procuratore Jonathan Harker si reca al Castello di Dracula in Transilvania con i documenti. Dracula si nutre di lui senza che se ne accorga, così Dracula diventa sempre più giovane, virile e più inglese mentre Jonathan diventa debole, fragile e sminuito. Harker scopre un'altra persona trattenuta all'interno delle mura del castello ed è inorridito nello scoprire che è una delle mogli di Dracula (alcuni conservano parte della loro umanità e Dracula li descrive come spose), una non morta imprigionata in una scatola da cui si nutre e scopre anche altri non morti. Dracula porta Harker indebolito ai bastioni per vedere il sole per l'ultima volta prima della sepoltura, Dracula lo uccide, ma lui si rianima immediatamente, così Harker cade dal parapetto e fugge dal castello. Harker si dirige verso un convento e viene interrogato da Suor Agatha Van Helsing, ma i suoi ricordi sono alterati, accompagnata dalla sua promessa sposa Mina travestita da suora. Diventa evidente che Harker è irrimediabilmente un non morto. Dopo aver quasi attaccato Mina, Harker cerca di uccidersi con un paletto per sfuggire alla sua decomposizione vivente. Dracula, attratto dalla presenza di Harker, arriva al convento ma nessuna suora lo invita a entrare. Dopo un confronto verbale con Agatha, Dracula scopre che Harker è ancora cosciente e si rivolge a lui attraverso una finestra aperta. Spiegando che i non morti non possono uccidersi, promette di porre fine all'esistenza di Harker in cambio di un invito all'interno. Dracula così entra nel convento, e massacra tutte le suore, tranne Mina e Suor Agatha, verso le quali avanza minacciosamente. |                        |                        |                |                             |                 |                      |                          |
| 2 | Blood Vessel           | Veliero di sangue      | Damon Thomas   | Mark Gatiss e Steven Moffat | 2 gennaio 2020  | 4 gennaio 2020       | 5.880.000                |
| 1897. Dracula è un passeggero del Demeter, che è stato noleggiato per navigare in Inghilterra da una misteriosa figura di nome Balaur. Trasporta altri passeggeri, ognuno dei quali ha collegamenti con Balaur e trasporta scatole di terra dalla Transilvania. Dracula inizia ad uccidere passeggeri ed equipaggio, acquisendo i loro ricordi e tratti. Si scopre che Dracula era Balaur e ha accuratamente selezionato i suoi compagni di viaggio per prepararsi per il suo ingresso nella società inglese. I passeggeri sopravvissuti e l'equipaggio cercano l'assassino, e scoprono un'Agatha Van Helsing emaciata in una delle cabine, che Dracula stava lentamente prosciugando durante il viaggio. Dracula tenta di incolparla per gli omicidi, ma lei li convince che Dracula è un vampiro. Riescono a dargli fuoco e Dracula si getta in mare. Mentre la nave si avvicina a Whitby, Dracula, che si era nascosto sulla nave, riemerge. Agatha lo distrae mentre il capitano affonda la nave usando un esplosivo chimico per evitare che Dracula raggiunga la riva. Dracula riesce a sigillarsi all'interno di una bara contenente la sua natia terra mentre la nave affonda. Giunto in riva a nuoto, Dracula viene circondato dalla polizia capitanata da una donna dalle stesse sembianze di Agatha Van Helsing, che lo attendeva già, e in un'epoca molto più avanti rispetto al 1897. |                        |                        |                |                             |                 |                      |                          |
| 3 | The Dark Compass       | La bussola oscura      | Paul McGuigan  | Mark Gatiss e Steven Moffat | 3 gennaio 2020  | 4 gennaio 2020       | 5.220.000                |
| Dracula emerge dall'acqua e affiora sulla spiaggia di Whitby 123 anni dopo l'affondamento della Demeter. Viene accolto dalle forze armate e dalla dott.ssa Zoe Van Helsing, la pro pronipote da parte di madre di Suor Agatha. Cerca di nutrirsi di lei, ma il suo sangue lo fa star male e decide di vomitarlo. Dracula viene tenuto in osservazione in un laboratorio segreto per essere studiato e il suo sangue viene prelevato in un campione. Tuttavia, il vampiro riesce a contattare un avvocato che minaccia di esporre le operazioni illegali dell'organizzazione se il suo assistito non viene rilasciato. Si scopre poi che Zoe è affetta da cancro e beve il sangue di Dracula, iniziando a sperimentare i ricordi di Suor Agatha, dato che il sangue del vampiro contiene tracce del sangue della sua antenata: questo produce un effetto "osmosi" tra i ricordi di Zoe e della sua antenata. Dracula si infatua completamente di Lucy Westenra, una giovane dell'alta società londinese che, al contrario di tutti quelli incontrati nella sua vita, non lo teme affatto (anzi ne è affascinata), e pianifica che lei diventi una delle sue nuove spose. Zoe si reca a casa di Dracula a Londra per affrontarlo. Una volta lì arriva anche Lucy, ora una non-morta, ma è inorridita dal suo aspetto: Dracula l'ha uccisa per far sì che rinascesse come non-morta e mantenesse il suo splendido aspetto per l'eternità. Ma qualcosa è andato storto: nel periodo di quiescenza che precede la mutazione, il corpo di Lucy è stato cremato invece che seppellito, quindi la ragazza da quel momento in poi sarebbe rimasta per sempre con un corpo orribilmente sfigurato dalle bruciature. La ragazza non accetta ciò e chiede di essere uccisa definitivamente con un paletto di legno nel cuore. Zoe espone Dracula alla luce del sole ma, con enorme stupore, il vampiro nota che non gli succede nulla: Zoe spiega che Dracula teme più di ogni altra cosa la morte e si vergogna molto di questo, tanto che si è ridotto a credere alle leggende sui vampiri fintantoché gli permettevano di nascondersi dalla società di cui non si sente degno di far parte. Dopo questa spiegazione, Zoe muore a seguito del tumore e, qualche secondo dopo, Dracula beve il suo sangue avvelenato, mentre i due condividono un'epifania alla luce del sole. |                        |                        |                |                             |                 |                      |                          |

## Personaggi e interpreti

### Personaggi principali
- Conte Dracula, interpretato da Claes Bang[7] e doppiato da Alessio Cigliano.
- Sorella Agatha Van Helsing / dott.ssa Zoe Van Helsing, interpretate da Dolly Wells e doppiate da Benedetta Degli Innocenti.
- Jonathan Harker, interpretato da John Heffernan e doppiato da David Chevalier.

### Personaggi secondari
- Mina Murray, interpretata da Morfydd Clark e doppiata da Eva Padoan.
- Madre superiora, interpretata da Joanna Scanlan.
- Elena, interpretata da Lujza Richter.
- Capitano Sokolov, interpretato da Jonathan Aris e doppiato da Alessandro Quarta.
- Dr. Sharma, interpretato da Sacha Dhawan e doppiato da Emiliano Reggente.
- Adisa, interpretato da Nathan Stewart-Jarrett e doppiato da Andrea Mete.
- Valentin, interpretato da Clive Russell e doppiato da Gianni Giuliano.
- Granduchessa Valeria, interpretata da Catherine Schell.
- Lord Ruthven, interpretato da Patrick Walshe McBride e doppiato da Flavio Aquilone.
- Dorabella interpretata da Lily Dodsworth-Evans.
- Olgaren, interpretato da Youssef Kerkour.
- Piotr, interpretato da Samuel Blenkin.
- Abramoff, interpretato da Alec Utgoff.
- Madre, interpretata da Natasha Radski.
- Lucy Westenra, interpretata da Lydia West.
- Jack Seward, interpretato da Matthew Beard.
- Frank Renfield, interpretato da Mark Gatiss.
- Kathleen, interpretata da Chanel Cresswell.
- Bloxham, interpretata da Lyndsey Marshal.
- Comandante Irving, interpretato da Paul Brennen.
- Zev, interpretato da John McCrea.
- Quincey Morris, interpretato da Phil Dunster.
- Meg, interpretata da Sarah Niles.

### Doppiaggio
- Studio di doppiaggio: Dubbing Brothers Int. Italia.
- Dialoghi italiani: Barbara Bregant.
- Direzione del doppiaggio: Gabriele Lopez.
- Assistente al doppiaggio: Giorgia Brusatori.
- Fonico di Mix: Emanuele Leolini.

## Produzione

### Concezione
Lo sviluppo di Dracula è iniziato a giugno 2017, con Mark Gatiss e Steven Moffat che si sono riuniti per scrivere le puntate. Nell'ottobre 2018, la serie è stata ufficialmente commissionata dalla BBC e andrà in onda su BBC One e Netflix. Claes Bang è stato scelto per interpretare il ruolo del protagonista Dracula nel novembre 2018. Secondo gli scrittori, Dracula nella loro versione è "l'eroe della sua stessa storia" - il fulcro centrale della narrativa e del personaggio principale, piuttosto che un oscuro cattivo che gli eroi più tradizionali devono superare. Come con la loro serie televisiva Sherlock, miravano a rendere la loro versione di Dracula allo stesso tempo fedele e infedele, prendendo i dettagli dal romanzo originale, aggiungendo "un sacco di roba nuova" (che non era nel romanzo) e ignorando alcuni passaggi del romanzo.
Moffat ha fatto notare la sessualità di Dracula nella serie, poiché si insinua che Dracula abbia avuto rapporti sessuali con Jonathan Harker, l'avvocato inviato nella sua tana in Transilvania, dicendo che non è corretto descrivere Dracula come bisessuale: "È bi-omicida, non è la stessa cosa. Li sta uccidendo, non li sta frequentando". Ha anche aggiunto: "In realtà non sta facendo sesso con nessuno. Sta bevendo il loro sangue".

### Cast
Nel febbraio 2019, John Heffernan, Dolly Wells, Joanna Scanlan, Morfydd Clark e Lujza Richter si sono uniti al cast, con Gatiss che apparirà anche nella serie. Ad aprile, Jonathan Aris, Sacha Dhawan, Nathan Stewart-Jarrett, Catherine Schell, Youssef Kerkour e Clive Russell si sono uniti al cast con Jonny Campbell, Damon Thomas e Paul McGuigan annunciati come registi.

### Riprese
Moffat ha rivelato che le riprese della serie erano iniziate il 4 marzo 2019. Le riprese si sono svolte presso il castello di Orava, Banská Štiavnica e Zuberec in Slovacchia e presso i Bray Studios nel Berkshire. Le riprese sono state completate il 1º agosto 2019.

## Promozione
Il primo teaser trailer per la serie è stato presentato in anteprima il 27 ottobre 2019. Il trailer ufficiale è stato distribuito dalla BBC il 13 dicembre 2019, mentre Netflix ha mostrato il secondo teaser lo stesso giorno. Il secondo trailer è stato diffuso da Netflix il 3 gennaio 2020. Per celebrare la prima della serie, BBC Creative e Talon Outdoor hanno costruito cartelloni pubblicitari in Brixton Road a Londra e in Upper Dean a Birmingham pugnalati con paletti di legno che avrebbero gettato un'ombra del Conte dopo il tramonto, e sotto i cartelloni pubblicitari c'era un palo all'interno di una custodia con l'etichetta "In caso di vampiri - rompere il vetro". I cartelloni hanno vinto numerosi premi e 100.000£ di spazio multimediale per i creatori agli Outdoor Media Awards 2020 organizzati da Clear Channel UK in collaborazione con Campaign.

## Distribuzione
Dracula è stato presentato in anteprima su BBC One il 1º gennaio 2020 ed è stato trasmesso per tre giorni consecutivi. Le tre puntate sono state pubblicate su Netflix il 4 gennaio 2020. Il documentario In Search of Dracula, con Mark Gatiss che esplora l'eredità del famoso conte, è andato in onda a fianco della serie su BBC Two il 3 gennaio. Gli indici delle 3 puntate trasmesse durante la notte sono stati rispettivamente di 3,60 milioni, 2,85 milioni e 2,70 milioni.

## Accoglienza

### Critica
La serie è stata accolta con recensioni positive. Metacritic ha assegnato alla serie un punteggio di 75 su 100, basato su 8 recensioni, a significare "recensioni generalmente favorevoli". Su Rotten Tomatoes, la serie ha ottenuto un'approvazione del 70% con una valutazione media di 7,2/10, basata su 54 recensioni critiche. Il consenso dei critici recita: "Una deliziosa miscela di orrore e umorismo che più o meno equilibra le sensibilità moderne e l'amata eredità del personaggio, Dracula è a momenti spaventosamente divertente  - se non sempre fedelmente".

## Riconoscimenti
Outdoor Media Awards
- 2020 – Premio Visual Craft a Talon Outdoor/Havas Media, BBC Media Planning/BBC Creative[25]
- 2020 – Installation and Experience Award a Talon Outdoor/Havas Media, BBC Media Planning/BBC Creative[25]
- 2020 – Grand Prix Winner a Talon Outdoor/Havas Media, BBC Media Planning/BBC Creative[25]

TV Choice Awards
- 2020 – Candidatura per il migliore nuovo dramma[35]
- 2020 – Candidatura per il miglior attore a Claes Bang[35]